# Харенкарспел
Харенкарспел (нидерл. Harenkarspel) — бывшая община в нидерландской провинции Северная Голландия. Расположена к северо-западу от Амстердама. Площадь общины — 54,83 км², из них 54,03 км² составляет суша. Население по данным на 1 января 2007 года — 15 922 человека. Средняя плотность населения — 290,4 чел/км².
В 2013 году община Харенкарспел объединена с общинами Схаген и Зейпе. Вместе они сформировали новую общину, которую называют Схаген.
На территории общины расположены следующие населённые пункты: Диксхорн, Энигенбург, Грунвелд, Калвердек, Керкбурт, Краббендам, ‘т Рейпье, Схорлдам (частично), Синт-Мартен, Струт, Тёйтьенхорн, Валкког, Варланд и Варменхёйзен. Главным городом является Тёйтьенхорн.